# Hélicon (musique)
Pour les articles homonymes, voir Hélicon.

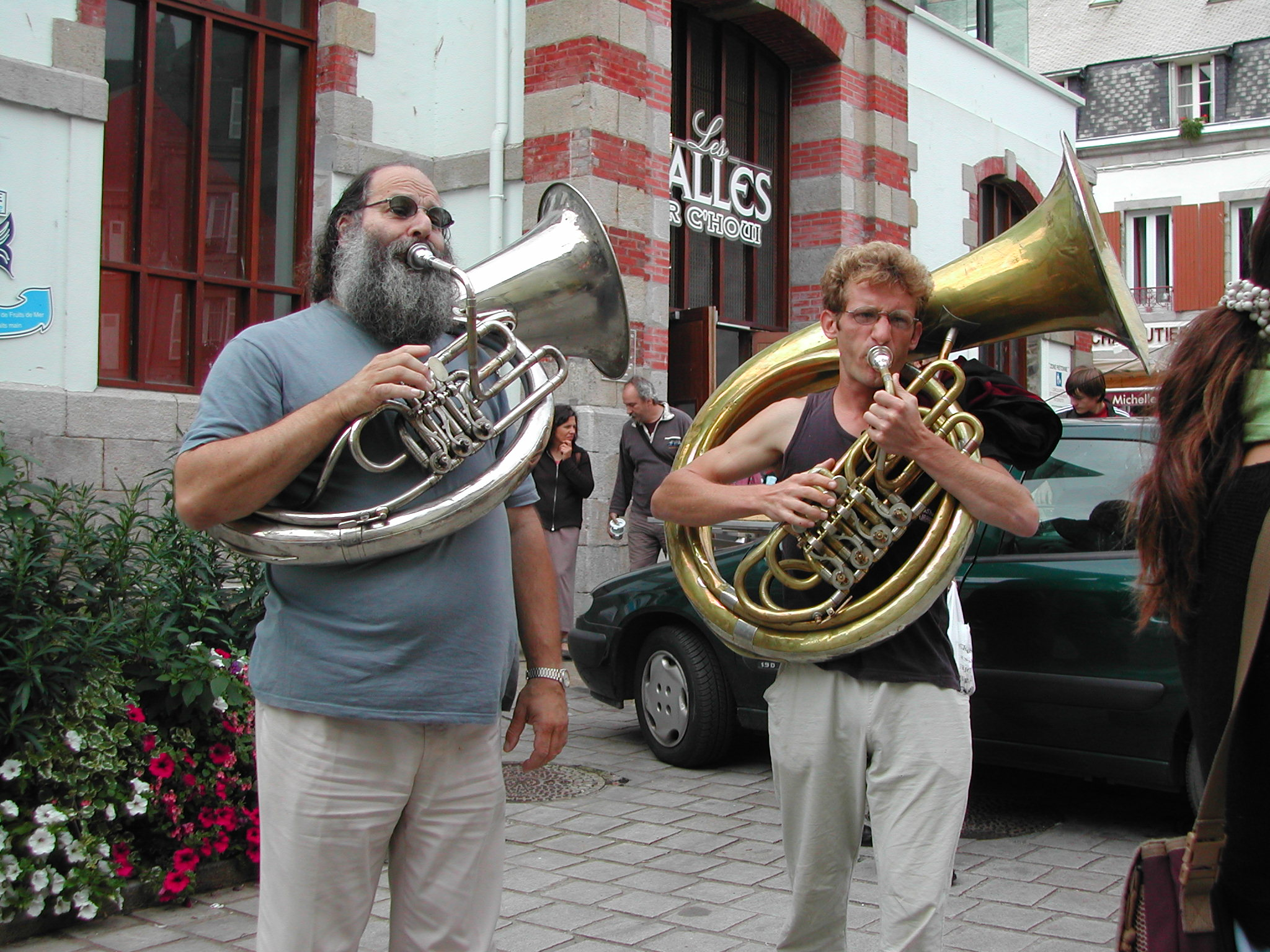
Joueurs d'hélicon.

L’hélicon est un instrument de musique à vent en cuivre, de la famille des tubas.
Souvent confondu avec le soubassophone à cause de la similitude de sa forme globale (le musicien porte l'instrument autour de son buste), il se distingue de celui-ci par une absence de pavillon ou un très petit pavillon positionné dans le prolongement de l'enroulement du tube (ou corps de l'instrument) et une très forte conicité (le diamètre du tube à son extrémité est comparable au diamètre du pavillon du soubassophone, mais il ne présente pas la modification de l'angle de conicité qui délimite habituellement les pavillons). Il présente l'avantage d'avoir moins de prise au vent et un meilleur équilibre global que le soubassophone. Cette particularité lui vaut d'avoir été choisi par les musiques défilant à cheval, à l'instar de la Garde républicaine.

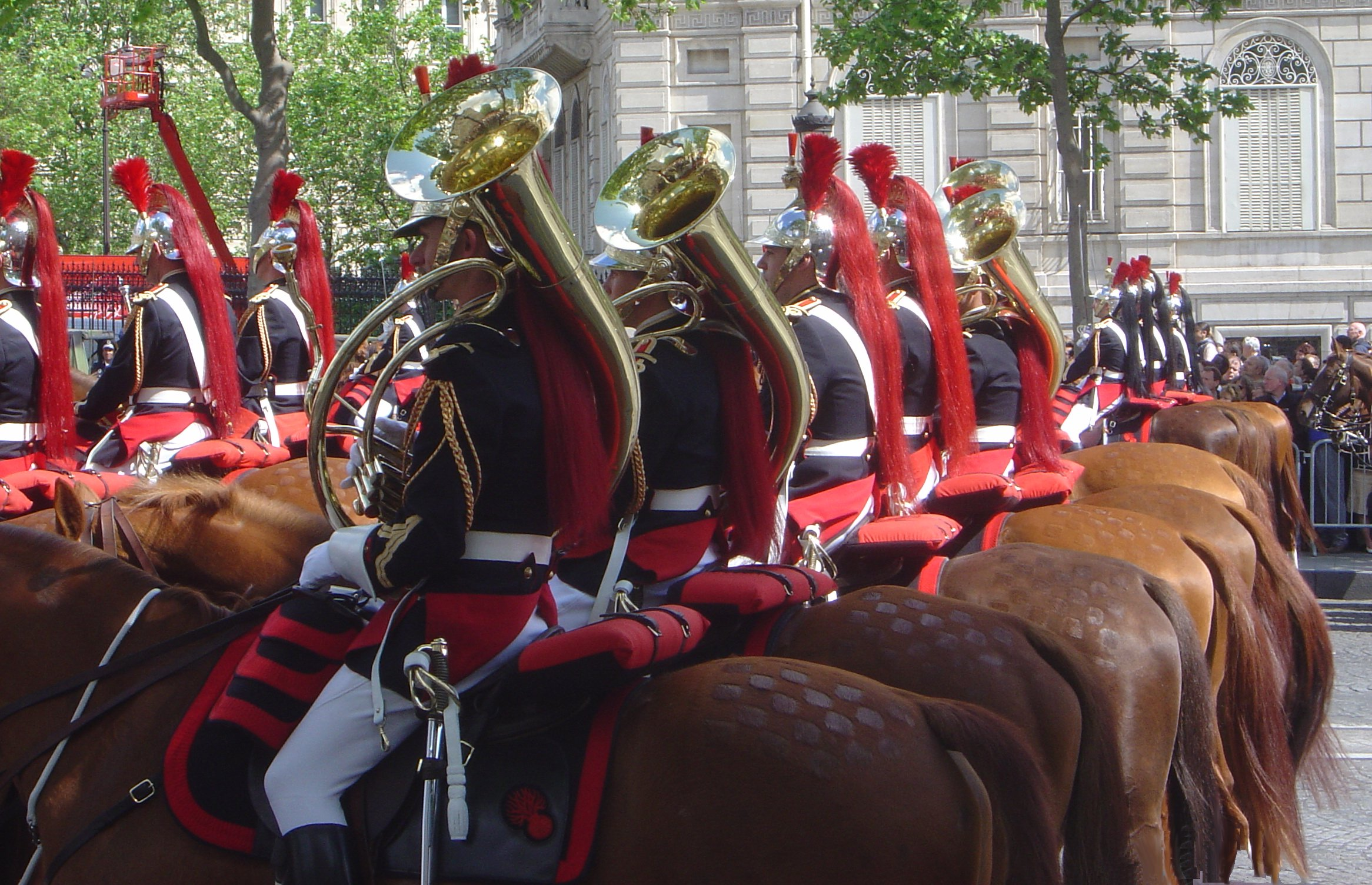
Les hélicons de la fanfare de cavalerie de la Garde républicaine.

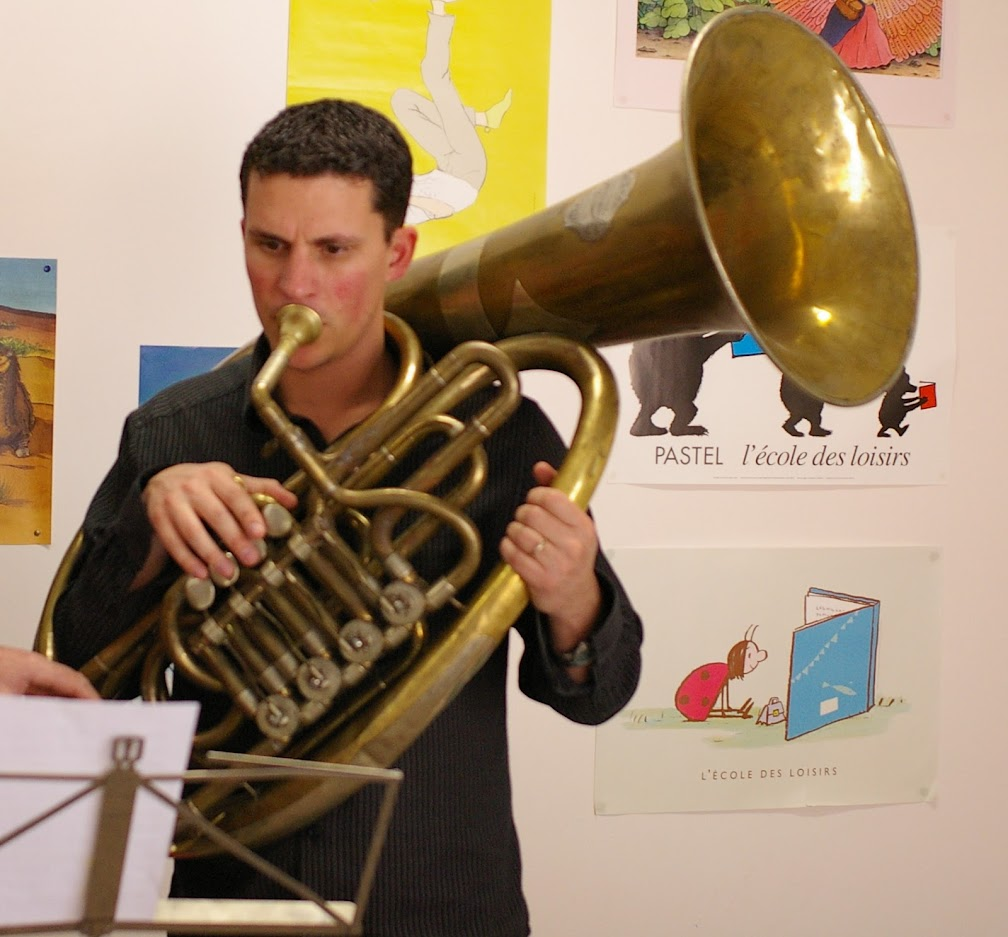
Joueur d'hélicon à 4 palettes (La 4e palette remplace la combinaison 1 + 3).

Il existe des hélicons en si{\displaystyle \flat }, mi{\displaystyle \flat } et en fa.
Très répandu en Europe centrale et de l'Est, c'est la contrebasse à vent de prédilection des fanfares gitanes de Macédoine.
Il a été popularisé par la chanson de Boby Lapointe L'Hélicon.

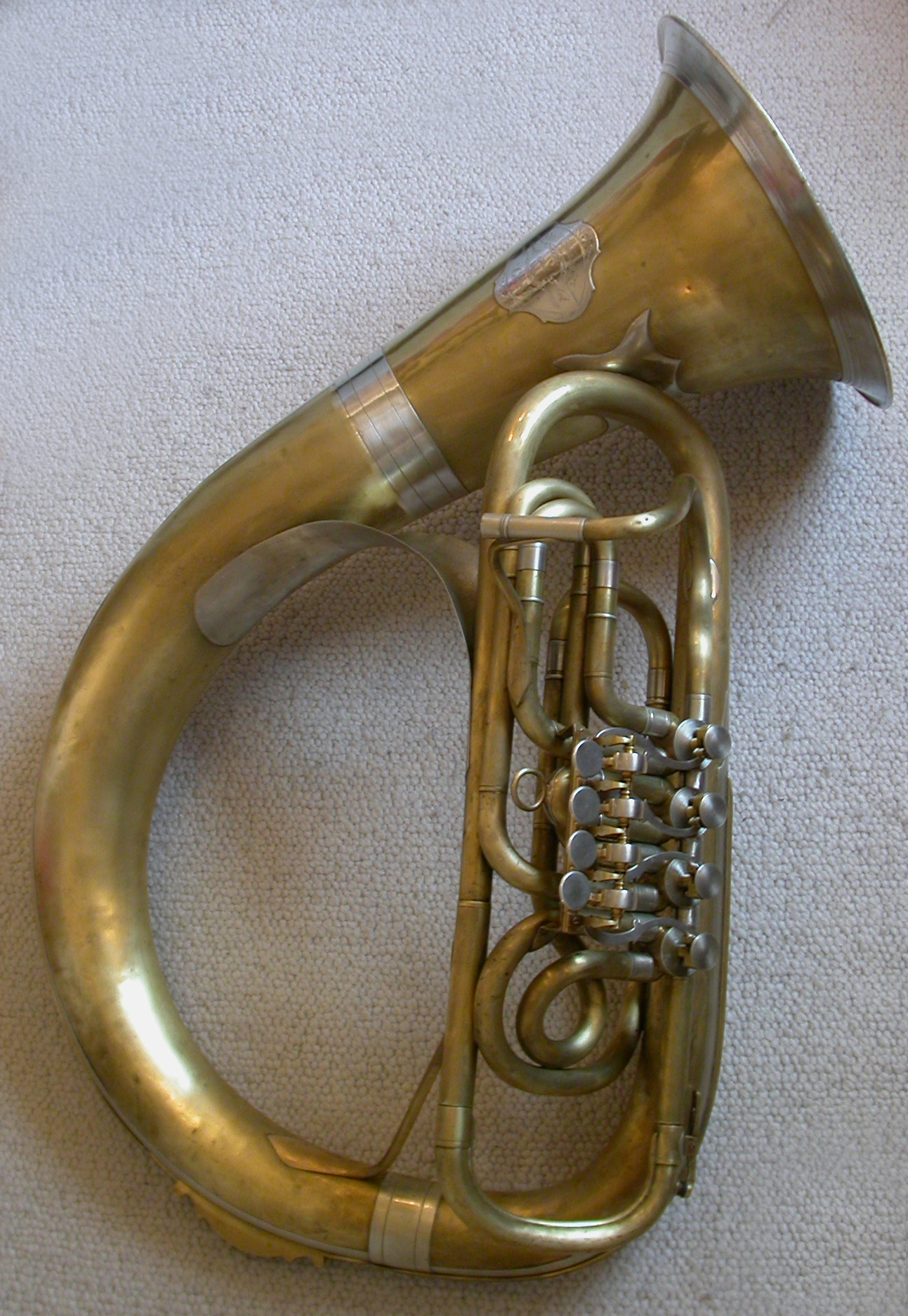
Un hélicon à quatre palettes.

## L'hélicon dans la culture populaire
- L'Hélicon, chanson, Boby Lapointe (1962) ;
- La Danse de l'hélicon, chanson, Mano Negra (1989) ;
- L'Hélicon, livre-disque pour enfant « Weepers Circus à la récré », par Weepers Circus et Juliette (2009) ;
- Hélicon, chanson, Cliché (2014) ;
- Helicon, un groupe de rock psychédélique originaire de Glasgow[1].